# Квашура Геннадій Тихонович

Квашура Геннадій Тихонович (рос. Квашура Геннадий Тихонович) — художник-живописець картини котрого присвячені переважно історії Чорноморського козацького війська.

## Біографія
Народився в станиці Пашківській на Краснодарщині в козацькій родині. З 1958-го по 1968-й навчався в місцевій СШ № 60.
У 1968—1973 роках навчався в Кубанському державному університеті, на художньо-графічному факультеті. З 1973-го по 1977-й вчителював у навчальних закладах Краснодара.
У 1974 році став учнем майстерні Юрія Скорикова де працював протягом 20 років. Саме в цей період і був сформований як художник. Від 1977-го розпочав самостійну працю в Краснодарському художньому комбінаті на посаді художника-портретиста. У 1983 році був прийнятий до Спілки Художників СРСР.
Учасник крайових, зональних, республіканських та міжнародних виставок. У різні періоди працював викладачем станкового живопису на художньо-графічному факультеті КДУ і в Краснодарському університеті культури. 2006 року указом президента України Віктора Ющенка Геннадію Тихоновичу присвоєно почесне звання «Заслужений працівник культури України».